# Paul Josupeit

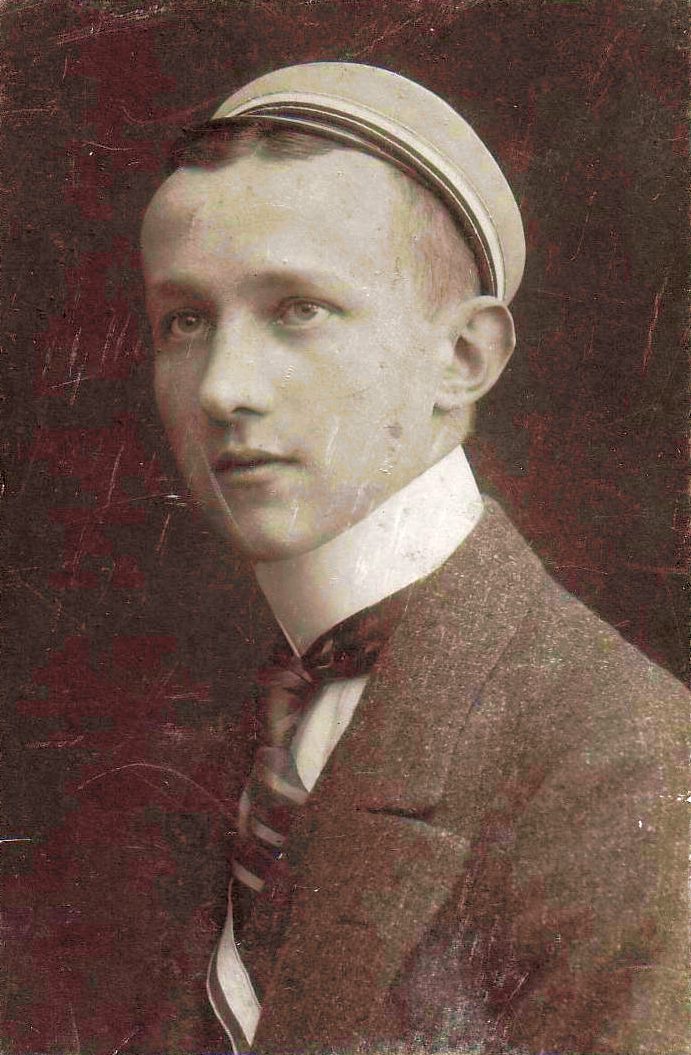
Josupeit als Masure

Paul Josupeit (* 28. November 1891 in Wenigsee, Ostpreußen; † 7. September 1954 in Braunschweig) war ein deutscher Verwaltungsjurist.

## Leben
Josupeit besuchte das Gymnasium in Tilsit und studierte Rechtswissenschaft an der Albertus-Universität Königsberg. Im Sommersemester 1911 wurde er im Corps Masovia aktiv. In Königsberg wurde er zum Dr. iur. promoviert. Er nahm am Ersten Weltkrieg teil, in dem er mit dem Eisernen Kreuz 2. Kl. ausgezeichnet wurde. Er trat in den preußischen Staatsdienst und wurde Regierungsassessor in Königsberg (Preußen). Im Juli 1927 wurde er kommissarisch, im November 1927 endgültig zum Landrat des Kreises Labiau gewählt. Nachdem er 1933 von den Nationalsozialisten abgesetzt worden war, war er Geschäftsführer eines Unternehmens in Königsberg. 
Am Ende des Zweiten Weltkriegs geriet er in sowjetische Kriegsgefangenschaft, aus der er nach neun Jahren entlassen wurde. Am 31. Dezember 1953 kam er nach mehreren Schlaganfällen zum Sterben nach Braunschweig.